# Japanska skriftspråket
Det moderna japanska skriftsystemet använder sig av två huvudtyper av skrivtecken:
- Kanji, logografiska tecken som ursprungligen är inlånade från det kinesiska skrivsystemet.
- Kana, ett stavelsealfabet som består av:
  - Hiragana, som bland annat används för att beteckna grammatik, t.ex. när man visar hur ett ord skrivet i kanji böjs och för att skriva inhemska japanska ord som inte har någon kanji.
  - Katakana, som används för främmande ord såsom utländska namn, lånord, vetenskapliga namn osv. Man kan också skriva ett ord i katakana för att betona det, likt hur man kan använda kursiv skrift för att betona ord i svensk text.

Flera tusen kanji används regelbundet i språket. Man använder sig också av de båda kana-alfabeten, vilka båda består 46 grundtecken, där varje tecken representerar ett ljud inom det japanska språket. Nästan alla japanska meningar innehåller både kanji och hiragana, medan katakana används lite mer sällan. Att det japanska skriftspråket blandar så många skrivsystem, samt kräver inlärning av tusentals kanji-tecken som dessutom läses olika beroende på kontext, gör att det av vissa anses vara det mest komplexa i världen.

## Latinska tecken / Rōmaji
I mindre utsträckning använder det moderna japanska skriftspråket bokstäver från det latinska alfabetet, till exempel för att skriva förkortningar som FBI, CD eller a.m/p.m. Romaniserad japanska, som kallas för rōmaji, används ofta av personer som försöker lära sig det japanska skriftspråket, under processen då de lär sig de ovanstående skriftsystemen. Även modersmålstalare använder sig av rōmaji för att mata in japanska tecken vid datoranvändande.

## Användande av tecknen

### Kanji
Kanji används främst för att skriva ord av japanskt eller kinesiskt ursprung. Det innefattar: 
- Substantiv såsom 川 (kawa, "flod") och 学校 (gakkō, "skola").

- Stammarna av de flesta verb och adjektiv exempelvis 見 i 見る (miru, "se") och 白 i 白い (shiroi, "vit").

- De flesta namn på personer och platser, till exempel 田中 (Tanaka) och 東京 (Tokyo). Namn kan även skrivas i hiragana, katakana eller i en kombination av kana och kanji.

En del japanska ord skrivs med olika kanji beroende på den specifika användningen - till exempel ordet naosu (att bota eller laga), som skrivs "治す" när det syftar på att bota en människa men "直す" när det handlar om att laga objekt. 
De flesta kanji har fler än ett uttalssätt. Man kan förklara hur en kanji ska uttalas i en text genom att använda furigana, dvs. skriva uttalet i småstilt hiragana ovanför kanjin. Kanji-kombinationer ges ibland alternativa uttalsmöjligheter i stilistiskt syfte, till exempel i Natsume Sōsekis korta berättelse "Den femte natten". 